# Scarabaeus platynotus
Scarabaeus platynotus là một loài bọ cánh cứng trong họ Bọ hung (Scarabaeidae).